# Diecezja Latacunga
Diecezja Latacunga (łac. Dioecesis Latacungensis) – rzymskokatolicka diecezja w Ekwadorze należąca do metropolii Quito. Została erygowana 5 grudnia 1963 roku.

## Ordynariusze
- Benigno Chiriboga S.J. (1963 – 1968)
- José Mario Ruiz Navas (1968 – 1989)
- Raúl Holguer López Mayorga (1990 – 2003)
- José Victoriano Naranjo Tovar (2003 – 2016)
- Giovanni Mauricio Paz Hurtado (od 2016)